# 安福县
安福县地处江西省中部偏西，隶属于吉安市，位于吉安市的西北部，西部为罗霄山脉，其主峰武功山位于其境内。安福县被稱为“万樟之县”，县内有安福火腿。安福之名，取“安宁福祥”之意，是江西省18个文明古县之一，縣人民政府駐平都鎮。

## 历史沿革

### 秦汉时期
- 公元前221年，秦始皇统一六国，听从了廷尉李斯“废分封，立郡县”治理天下的建议。次年（前222年），秦王朝在安福泸水河东面的竹江乡设置了安平县（今城田、矮屋、洋口村一带）隶九江郡（郡治安徽寿县）；在泸水河的西部的严田镇设置了安成县（横屋村一带），隶长沙郡，两地相距只有48公里。
- 东汉时，年幼的汉和帝即位，窦太后临朝，其兄窦宪柄权，窦氏家族横行京师，和帝在深宫中与外隔绝。和帝成年后，永元四年（92年），利用宦官郑众掌握的部分禁军，清除了窦氏势力。从此，宦官郑众成为功臣，参与朝政，受封为“剿乡侯”，这是东汉宦官掌权和封侯的高潮期。永元八年（96年），和帝下诏改安平县为平都侯国，对外称平都县，属豫章郡（治所在今南昌）辖。至汉献帝初平元年（188年），平都侯国历时92年。

### 三国时期
三国时吴国在宝鼎二年（267年）已处于末期。为了加强对赣中西部的管理，吴国将豫章郡所辖的宜春、新余，庐陵郡管辖的平都、永新，长沙郡管辖的安成，萍乡6县划归新设立的安成郡管辖，郡治平都县，隶扬州管辖。太康元年（280年），晋灭吴以后，晋武帝又对赣中西部的行政建置进行调整，将安成郡改隶荆州，划出永新县西部增设广兴县，改安成县为安复县，意为安成、安平二县合并，这可能就是安福县名的由来初始。从此，安成郡辖7县，版图几乎囊括了整个赣中西部。据有关志书记载：安成郡建置，历时7朝322年，共有近100位太守在安成郡任过职。元康元年，太守朱居将郡城重新修建，郭门有阙，高数丈，郡城阔八里，置八门。当时郡城内八里，外四面八门这样大的规模，赣中西部还没有，为安福县历史上的鼎盛时期。

### 隋唐时期
- 隋开皇三年（583年），隋文帝根据历朝设州、郡、县过多过乱，有的域地不到百里就有数县设置，还有的两郡共管一县的现象。下诏改州、郡、县三级为州、县两级。开皇九年（589年）隋文帝下诏置吉州，废安成郡，将平都、安复两县合并为安复县，隶吉州。
- 唐初安福第一次设州。武德五年（622年），唐高祖下诏改安复为颖州（一统志称靖州），武德七年（624年），废颖州改安复为安福，隶吉州管辖。改安复为颖州虽然只有2年，但这是唐灭隋后，旧体制向新体制过渡的尝试，对繁荣赣中西部的经济、稳定赣中形势，起到了一定的作用。

### 宋元时期
- 公元1279年元灭南宋，元世祖忽必烈对中央和地方行政管理，进行了改革。为了巩固政权，元朝建立了达鲁花赤（行政长官）制。元贞元年（1295年）安福升格为州，隶吉安路。安福州至明初始撤，历年73年，有16个达鲁花赤和知州在安福州任过职。

### 明清时期
- 明洪武元年（1368年），朱元璋建立大明王朝，安福废州设县，隶吉安府辖。
- 清乾隆八年（1743年），安福析出上西乡12个都归莲花厅，自从之后的250多年中，安福的行政区划，一直没有变化过。

### 年表
从周初到春秋战国时期，先后隶属吴、楚、越三国。
- 周元王（姬仁）三年（前473年）越灭吴，安福境地属越；[4]:66
- 周显王（姬扁）十四年（前355年）楚灭越，安福境地并于楚。[4]:66

#### 合并前
安福县由原安平、安成2县合并而成，是古荆、扬二州境地，也是江西省十八个古县之:66
- 秦王赢政二十四年（前223年），王翦灭楚。[4]:66
- 二十五年（前222年）设置安平县（治平都故城，在今江西省安福县竹江乡洋口、城田一带）、安成县(一代)（治薪茨，在今安福县严田乡横屋村一带）2县。[4]:66
- 秦始皇二十六年（前221年）统一六国，废除封建分侯制，设36郡，安平县隶属九江郡，安成县隶属长沙郡。[4]:66
- 西汉高祖五年（前202年）平定楚地，安平县隶属豫章郡；安成县仍属长沙郡。[4]:66
- 新（王莽）始建国元年（9年），王莽大改郡、县名称，豫章郡改九江郡，安平县改为安宁县，属九江郡；长沙国改填蛮郡，安成县改为思成县，属填蛮郡。[4]:66
- 东汉初，郡、县皆复旧名，和帝永元八年（96年）设置平都侯国，改安平县为平都县（治所在今江西安福县东南六十里洋口、城田一带），属豫章郡。[4]:66
- 献帝初平二年（191年）置庐陵郡，平都属庐陵郡，隶扬州；安成县仍属长沙郡，隶荆州。[4]:66
- 三国吴宝鼎二年（267年），析出豫章郡的宜春、新余；庐陵郡的平都、永新；长沙郡的安成、萍乡共6县，设置安成郡，郡治平都，隶属扬州[4]:66。同年同时平都县移治今安福县，为安成郡治。[5]
- 西晋武帝太康元年（280年），安成郡改隶荆州，并将安成县改为安复县(一代)（治所在今安福县西严田乡东北竹山下）。同年，永新县析出西部设置广兴县，由是安成郡统领7县。[4]:66
- 惠帝元康元年（291年）置江州，安成郡隶属江州。[4]:66
- 东晋至南北朝（宋、齐、梁、陈）时期的安成郡和平都、安复二县的建置统属关系未变。[4]:66
- 南朝陈武帝永定二年（558年）以安成郡中部和广兴县置安乐郡，广兴县属安乐郡。[3]

#### 合并后
- 隋文帝开皇九年（589年）平陈，废安成郡，置吉州。同年将安复县并入平都县改名为安成县(二代)（治所即今江西安福县）、隶属吉州。[4]:66废安乐郡，广兴县并入安丰县。[3]
- 开皇十八年（598年），又改安成县为安复县(二代)（治所即今江西安福县）。[4]:66
- 唐武德五年（622年），升安复为颖州，属江南西道。[4]:66
- 七年（624年）废州，改安复县为安福县，安福之名自此始。[4]:66
- 五代十国时期（907～960年）的安福县，初属杨吴，后属南唐。[4]:66
- 宋开宝八年（975年）灭南唐，安福县属江南西路吉州庐陵郡。[4]:66
- 元元贞元年（1295年），安福县改为安福州，隶江西省吉安路。[4]:66
- 明洪武二年（1369），安福州复为安福县，隶属江西布政司吉安府。[3]
- 清初与明的建置相同。乾隆八年（1743年）安福县划出上西乡12个都给莲花厅管辖，即今莲花县的路口、湖上、闪石、坊楼、高州、六市等乡。[4]:66

#### 民国时期
- 民国初期，安福县隶属江西省庐陵道。[4]:66
- 民国15年（1926年）废道，县直属于省。[4]:66
- 民国21年（1932年）安福县隶属于江西第十行政区。[4]:66
- 民国23年2月（1934年），国民党军队为围剿苏区，在安福、永新、莲花、萍乡4个县的边界地区，设立洋溪特别区政治局。[4]:66
- 民国24年（1935年）4月洋溪特别区撤销，安福县隶属江西第三行政区。[4]:67
- 民国25年至38年上半年（1936～1949年）隶属关系未变。[4]:67
- 第二次国内革命战争时期，安福属革命老根据地。1930～1934年建立了苏维埃县政府，先后隶属于赣西南苏维埃政府和湘赣省苏维埃政府。[4]:67

#### 革命根据地史
安福县是大革命时期赣西农民运动的发源地之一。
- 1929年9月，中共中央批准，将安福划入井冈山根据地；
- 1931年7月至1934年8月，是湘赣革命根据地主要县份；
- 1934年9月至1937年11月，是南方（武功山）三年游击战主要战场；
- 1940年7月，中共江西省委进驻县境南山，指挥江西人民抗日救亡。

#### 新中国时期
- 1949年7月14日，中国人民解放军进军安福。[4]:67
- 先后隶属江西省吉安分区、吉安区、吉安专区、井冈山专区、井冈山地区、吉安地区、吉安市。[3]
- 2014年7月至今，安福为省直管试点县。一直沿用至今。[3]

## 地理

### 位置
安福县位于江西省中部偏西，吉安市的西北部。地理位置在东经114°-114°47′、北纬27°4′-27°36′之间。东邻吉安县，南靠永新县，西和萍乡市的莲花县、芦溪县交界，北与宜春市袁州区、新余市分宜县接壤。县城所在地平都镇距省会南昌市278公里，距吉州区59公里。

### 气候
安福属亚热带季风气候。年平均气温17.7℃。最热月为7月，平均气温28.9℃，最冷月为1月，平均气温5.9℃。极端最高、最低气温分别为39.7℃和-8.3℃。年均降水量1553毫米，年均降水日166天。降水明显集中在春季和初夏。年均日照时数1649小时，山区日照偏听偏少。年无霜期279天，最长323天，最短247天。适宜农作物和林木生长。

## 自然资源

### 水资源
安福水资源和水能资源丰富。地表水人均占有量达7152立方米，耕地亩均占有量达3960立方米，不仅高于全国平均值，也高于长江流域水平。地下水储量为3亿立方米/年，日平均产水量84.9万立方米。水能理论蕴藏量约8.89万千瓦，其中可开发利用的约3.9万千瓦。全县水域面积11.29万亩，其中可养殖的水面为4.7万亩。水质肥沃，营养物质多。 草山草坡面积114.87万亩，有建立人工草场和发展草畜的良好条件。

#### 安福县水文资料简表
| 河流名称                 | 发源地                         | 汇入河流                           | 流经乡镇                                               | 河道全长 | 流域面积                            | 天然落差 | 大型水利工程                   |
| ------------------------ | ------------------------------ | ---------------------------------- | ------------------------------------------------------ | -------- | ----------------------------------- | -------- | ------------------------------ |
| 陈山河（洲湖水，潇水）   | 彭坊乡陈山村的上墩、坪江头     | 竹江乡洋口村汇入泸水               | 彭坊乡、洋门乡、金田乡、洲湖镇、甘洛乡、寮塘乡、竹江乡 | 90.4公里 | 1110.1平方公里，县境内897.5平方公里 | 545米    | 无                             |
| 双田水（山庄水）         | 山庄乡北部的大岗山             | 平都镇的湛田桥汇入泸水             | 山庄乡                                                 | 45.5公里 | 255.6平方公里，县境内249.5平方公里  | 230米    | 无                             |
| 谷口水（谷源水）         | 寮塘乡西北部的谷源山、大桐坑   | 寮塘乡社洲村（原小江边）注入陈山河 | 寮塘乡                                                 | 33.7公里 | 206.3平方公里                       | 未知     | 谷口水库                       |
| 泰山水（南沙水）         | 泰山乡西北部武功山主脉的羊狮幕 | 严田镇的坛洲村汇入泸水             | 泰山乡、严田镇                                         | 34.5公里 | 238平方公里                         | 643米    | 无                             |
| 七都河（东谷水，更生水） | 章庄乡西北部的明月山           | 横龙镇的何家村汇入泸水             | 章庄乡、横龙镇                                         | 67公里   | 378平方公里                         | 85—1700m | 东谷水利工程（建设中）         |
| 泸水                     | 钱山乡西部的武功山主脉的九龙山 | 吉安县汇入禾水，后入赣江           | 钱山乡、洋溪镇、严田镇、横龙镇、平都镇、枫田镇、竹江乡 | 未知     | 未知                                | 未知     | 武功湖（社上水库）、岩头陂水库 |

### 矿产资源
县内矿产资源丰富，主要有煤、钨、铁、猛、砂金、石英、花冈岩、稀土、铅、锌、银、瓷土、石灰石等。尤以钨矿储量大，品位高，易开采，全县钨砂的工业储量达10.8万吨。粉石英工业储量达5000万吨，纯度高。铁矿工业储量约3亿吨，主要有磁铁矿、赤铁矿、褐铁矿。

### 樟树资源
全县共有散生成材樟树11万多株，其中400年以上的有8700多株，千年以上的有200多株，至今还活着3株汉樟。3株汉樟中最大的一棵在严田镇邵家村。树高28米，胸围21．5米，要18人才能合抱。

## 旅游资源

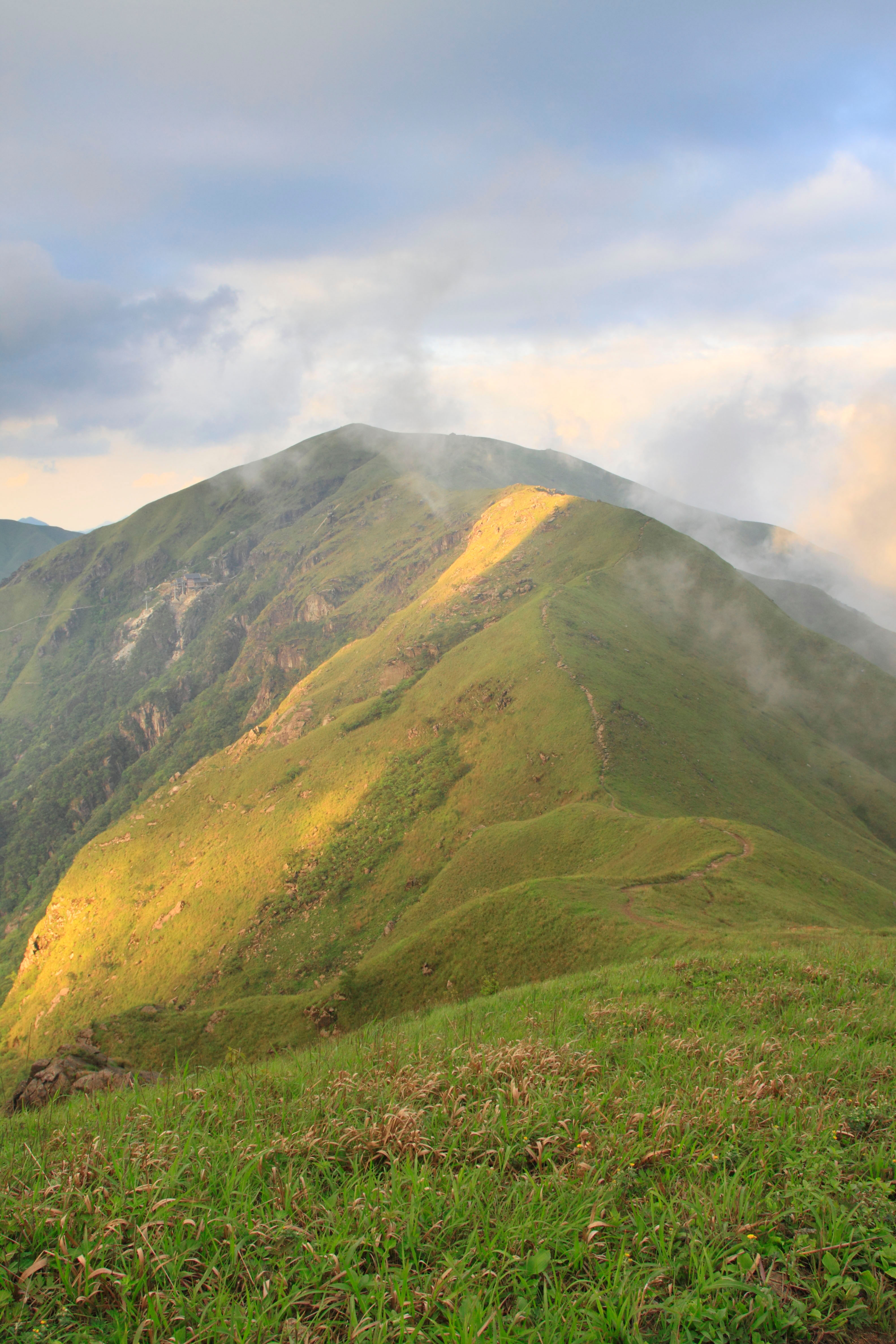
武功山山脊线，远处最高峰为金顶

### 武功山景区
- 武功山
- 明月山
- 香炉峰
- 武功湖
- 武功山温泉
- 章庄林业生态保护区
- 洋溪镇下矶村 蟹形村落

### 平都镇
- 安福孔庙 江南地区保存最完整的孔庙
- 洞渊阁
- 莲花庵
- 蒙岗岭森林公园
- 凤林桥
- 北华山古塔
- 东山文塔 三国时期鲁肃建造

### 枫田镇
- 罗隆基故居
- 罗隆基纪念馆
- 笔架山
- 中溪八景
- 五马回朝

### 山庄乡
- 黄公洞
- 真济泉
- 聚仙岩

### 南乡片
- 谷口水上乐园
- 书冈山
- 陶渊明读书台
- 金田乡石溪村 石溪古村
- 洲湖镇塘边村 塘边古村
- 甘洛乡三舍村 三舍古村

## 历史文化名村
- 中国历史文化名村：洲湖镇塘边村、金田乡柘溪村、

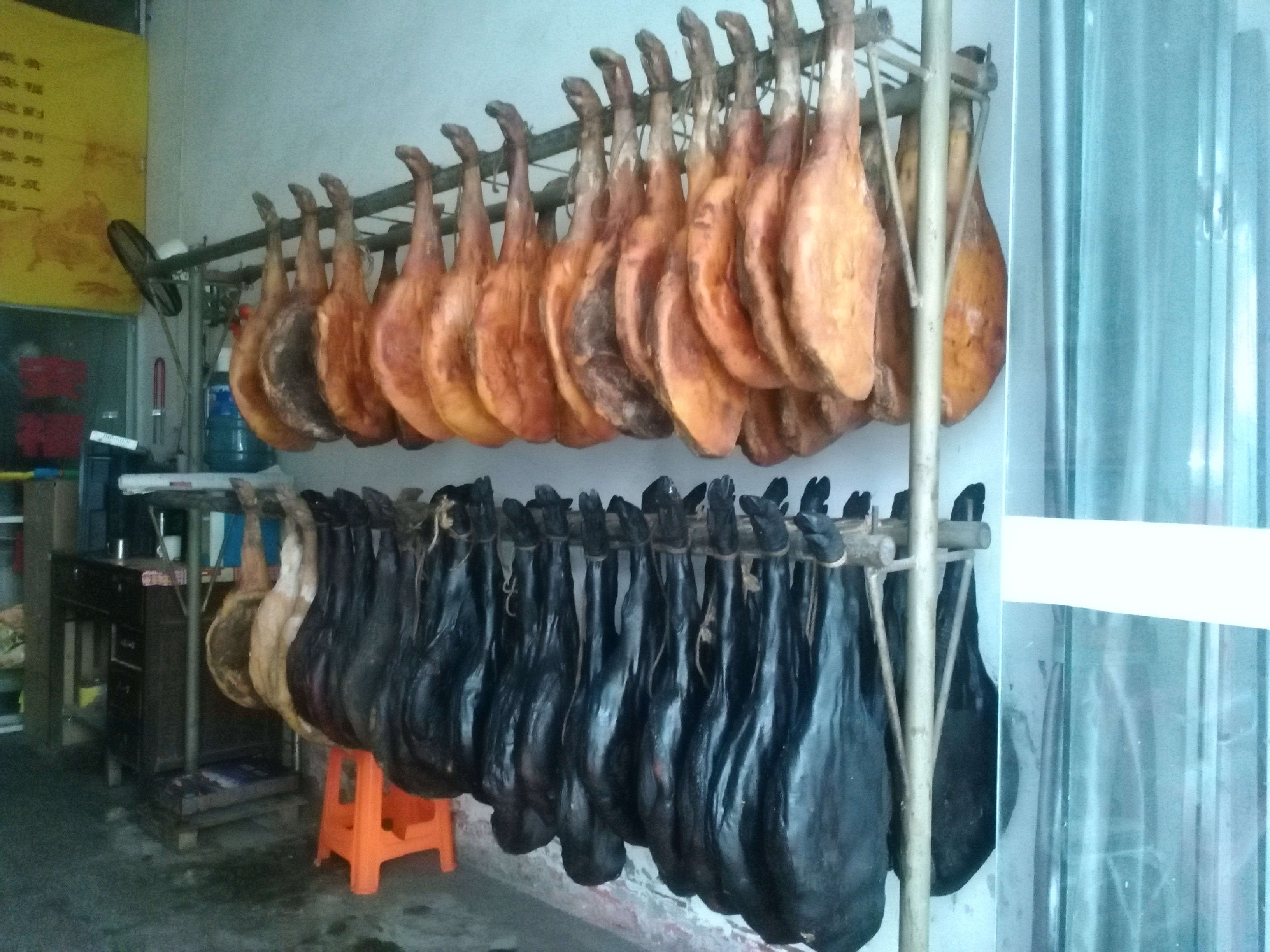
安福火腿

## 行政区划
安福县下辖7个镇、12个乡：
平都镇、浒坑镇、洲湖镇、横龙镇、洋溪镇、严田镇、枫田镇、竹江乡、瓜畲乡、钱山乡、赤谷乡、山庄乡、洋门乡、金田乡、彭坊乡、泰山乡、寮塘乡、甘洛乡、章庄乡和安福县工业园。

### 县治变迁

#### 安平/平都县治
清光绪元年版《吉安府志》记载：“平都故城初在王水口，后徙今县城南一百步”。(《史记·秦始皇记》称 6 尺为步，《索隐》亦称 6 尺为步，又称王制 8尺为步。后定制5尺为步，360步为1里)《吉安府志》古迹篇)载：“安平县城在县东南王水口，汉时以地险徙之”。《安福丛录》县纪篇)载：“安平县隶吴九江，治平都，今五十二都王江近有桥名平都，又地名城田”。旧《安福县志》载：“王江水一名洋口，在治东新乐乡”。:67
秦王赢政二十五年（前222年）设置的安平县，其县治位于现今县城东南泸水河下游的竹江乡洋口城田李家、矮屋（辛里）村一带。由于年代久远，历经沧桑，该县治多次经历兴衰变迁，现存遗迹已荡然无存。目前，仅在辛里村发现了刻有“古平都”三字的石碑一块以及“平都祠”的墙基脚一片。:67
三国吴宝鼎二年（267年），新设安成郡:66，同年平都县治所移治今安福县平都镇，为安成郡治。平都故城自此被废。

#### 安成(一代)/安复(一代)县治
位于今县城西40里的新茨，即泸水河中游地段的严田乡竹山下芦背牛方丘、袁家、丁家、坳上、上岭村一带，其历史可追溯至秦王赢政二十五年（前222年），并在隆开皇九年（589年）被废除，整个存在时期长达811年。清隆四十七年版《安福县志》记载：“安成县属长沙国，今县西有安成故城存，即汉安成侯张普所理也”。又云：“古县城郭门双阙，高四丈，即张普所造也”。:67
原安成县城占地约1.5平方公里，上村（今上林场所在地）有上中下石拱桥3座、八角台1座，现仅存中拱1座。城口原有十八场之称（即18个自然村），中有卵石路1条。芦背原名汤村，靠北有灵佑庙。袁家原建有富池寺，其北面是新茨山，两地隔河相望。新茨山有慈云亭（已毁）。竹山下现存卵石路1条，通往严田、溪方向。:67
隋文帝开皇九年（589年）将安复县并入平都县改名为安成县(二代)（治所即今江西安福县）:66。安复故城自此被废。

#### 安成郡/安福县治
郡治平都位于今县城南100步，始建于三国吴宝鼎二年（267年）。晋初筑墙围城，晋惠帝元康元年（291年）朱居为安成大守，扩建城郭并增设八门，每门均建有高数丈的阙。这些古建筑距今已有1700余年的历史，但遗迹已荡然无存。:67
县治平都镇位于安成郡城旧址，历史上一直是郡、州县治所在地。晋永康年间开始建设，宋祥符年间环城重修十门。元至正十五年，红巾军据城，部分城门被毁。二十四年明军下江西后，州境平定，重修城门。明洪武七年，县城增修城围和四门。嘉靖六年修四门城楼。清康熙三年开始增修，扩大到周围城墙886丈5尺，宽1丈。乾隆九年县城内有直街、横街、中心大街等12条街道和凤林桥江边市街。:67

## 人口
根據第七次人口普查數據，截至2020年11月1日零時，安福縣常住人口為329053人。

## 交通出行

### 公路交通

#### 公路资料
| 编号 | 公路名称     | 公路起点       | 公路终点     | 在安福境内途径                                 | 备注                                                           |
| ---- | ------------ | -------------- | ------------ | ---------------------------------------------- | -------------------------------------------------------------- |
|      | 大广高速公路 | 黑龙江省大庆市 | 广东省广州市 | 瓜畲乡                                         | 安福首条高速公路，安福出口在瓜畲乡                             |
|      | 東深線       | 山東省東營市   | 广东省深圳市 |                                                |                                                                |
|      | 安分公路     | 分宜县         | 安福县平都镇 | 山庄乡、平都镇                                 |                                                                |
|      | 宜严公路     | 宜春市袁州区   | 安福县严田镇 | 章庄乡、浒坑镇、严田镇                         |                                                                |
|      | 宜安公路     | 宜春市袁州区   | 山庄乡       | 山庄乡                                         | 大广高速公路连接线，二级公路标准建设                           |
|      | 安永公路     | 安福县         | 永新县       | 平都镇、寮塘乡、甘洛乡、洲湖镇、金田乡、洋门乡 |                                                                |
|      | 万洋公路     | 吉安县万福镇   | 枫田镇洋田村 | 瓜畲乡、枫田镇                                 | 大广高速公路连接线                                             |
|      | 吉莲公路     | 吉州区         | 莲花县       | 竹江乡、枫田镇、平都镇、横龙镇、严田镇、洋溪镇 | 平都镇至莲花县段尚在施工中，平都镇至工业园段正在扩为双向四车道 |
|      | 火枫段       | 平都镇         | 枫田镇       | 平都镇、枫田镇                                 | 自蒙岗岭南麓引出，通往枫田，为安福县重要县道                   |
|      | 竹洋公路     | 安福县竹江乡   | 安福县洋门乡 | 竹江乡、甘洛乡、洲湖镇、金田乡、洋门乡         | 安福县重要县道                                                 |
|      | 洋钱公路     | 洋溪镇         | 钱山乡       | 洋溪镇、钱山乡                                 | 武功山旅游线路，三级公路标准建设                               |
|      | 安文公路     | 严田镇安下村   | 泰山乡文家村 | 严田镇、泰山乡                                 | 武功山旅游公路，三级公路标准建设                               |
|      | 金里公路     | 安福县金田乡   | 安福县彭坊乡 | 金田乡、洋门乡、彭坊乡                         | 彭坊乡连接外界唯一通道，三级公路标准建设                       |
| Y779 | 钱山乡       | 武功山三天门   | 钱山乡       | 武功山旅游公路，山岭重丘四级公路               |                                                                |
| Y800 | 文三公路     | 泰山乡文家村   | 武功山三天门 | 泰山乡                                         | 武功山旅游公路，山岭重丘四级公路                               |

#### 县城主要干道
| 方向   | 双向六车道 | 双向四车道                     | 双向二车道                     |
| ------ | ---------- | ------------------------------ | ------------------------------ |
| 东西向 | 泸水河大道 | 武功山大道、北华山大道、吉福路 | 文庙路、铁井路、阁后路、文苑路 |
| 南北向 |            | 宝成路                         | 安平路、安成路、公园路         |
| 桥梁   |            | 安林大桥、安福大桥             | 凤林桥                         |

#### 长途客运
- 安福长途汽车站（城西汽车站）有市际班车开往吉安市内吉州、青原、永新、泰和，省内南昌、宜春、新余、赣州。
- 有省际班车开往
  - 西线：萍乡-醴陵-株洲、上栗-浏阳-长沙-宁乡、茶陵；
  - 南线：从化-广州、佛山、惠州-东莞-深圳、石狮；
  - 东线：临海-台州。

#### 县内公交
- 安福公交系统目前有四条线路。运营车辆主要是中型巴士，运营线路如下：
  - 1路公交车：火车站-蒙岗岭-金岸广场-汽车站-横龙镇-坳上林场，火车站至横龙镇1元，至坳上2元。无人售票。
  - 2路公交车：安福三中-汽车站-蒙岗岭-枫田，无人售票。
  - 3路公交车：安福二中-安福广场-大光山，无人售票。
  - 5路公交车：安福中学-工业园
  - 县城主要干道设有公交站，但几乎全为招手即停。
- 县城城西汽车站有班车开往严田镇、洋溪镇、山庄乡-大佈、章庄乡、浒坑镇、泰山乡，寮塘乡、小江边、甘洛乡、洲湖镇、金田乡、洋门乡、彭坊乡，山庄乡、赤谷乡、枫田镇、竹江乡
- 竹洋公路和各乡镇有班车开往各乡村。

#### 出租车
- 安福县城有两家的士公司运营出租车，车身为绿色或红色。上车3元。其后每公里1.9元。
- 除此之外还有人力三轮车（黄包车）运营。上车3元，具体收费需要与车夫自议。

### 铁路
- 分文铁路途径赤谷乡、山庄乡、平都镇、寮塘乡、甘洛乡、洲湖镇、金田乡、洋门乡。目前客运暂停。
- 安福县铁路交通方便，浙赣铁路宜春站、分宜站、新余站和京九铁路吉安站至安福县城均在一小时车程之内。

### 轮渡
安福县境内河流众多，绝大部分村镇是依水而建，渡船是河道两岸居民沟通的主要方式，因此渡口众多。近年来，由于桥梁增多，短途班车班次增加，多数渡口的客流量都逐渐减少。特别是2009年完工的寮塘乡小江边大桥，结束了这一地区百年以上的轮渡历史。

### 外围交通
安福距长沙黄花机场、南昌昌北机场均三小时车程，距井冈山机场两小时车程，距建设中的宜春明月山机场一小时车程。

## 教育事业

### 高级中学
安福县目前有三所高中，全部位于县城平都镇内。
- 安福中学 江西省重点中学
- 安福二中 吉安市重点中学
- 安福三中 原名唐彩高级中学

### 初级中学
目前县城有两所初中
- 城关中学 位于平都镇荷叶湖路
- 华泰实验学校 位于城北

## 友好县区
江西省安福县和广东省佛山市高明区在2007年5月19日结为友好县区。